# Fontaine de la Justice (Francfort-sur-le-Main)
Pour les articles homonymes, voir Fontaine de la Justice.

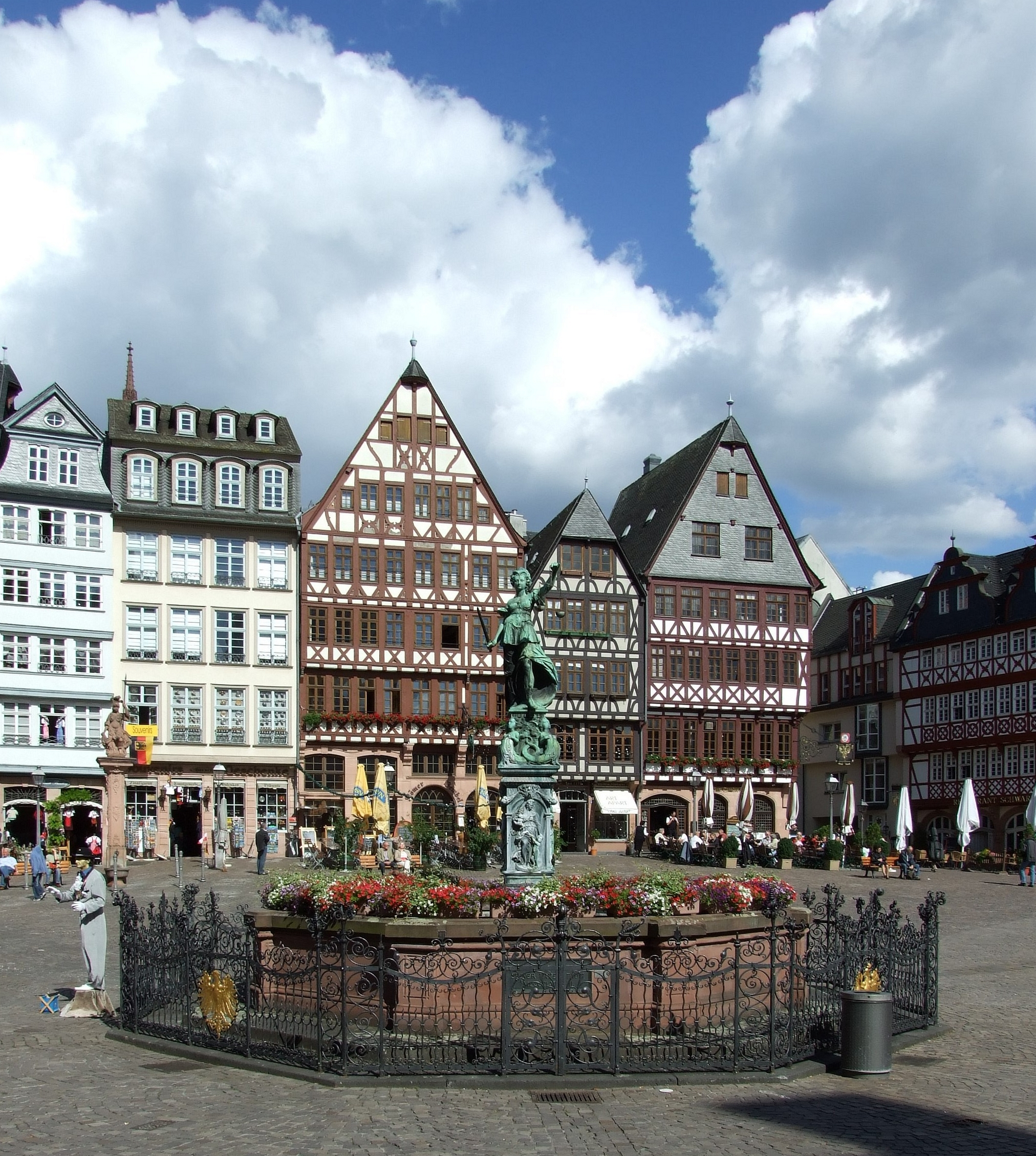
Vue de l’aile est (« de ») du de, juin 2011

La fontaine de la Justice (Gerechtigkeitsbrunnen ou Justitiabrunnen en allemand) est un des symboles de Francfort-sur-le-Main ; elle se trouve sur le Römerberg, la place centrale de la vieille ville. Elle jouait au temps du Saint-Empire romain germanique le rôle particulier de fontaine à vin lors du couronnement de l’empereur. Une première fontaine fut construite en 1543, et rebâtie en 1611. Le monument actuel en est une copie conforme, financée par le marchand de vin Gustav D. Manskopf en 1887.

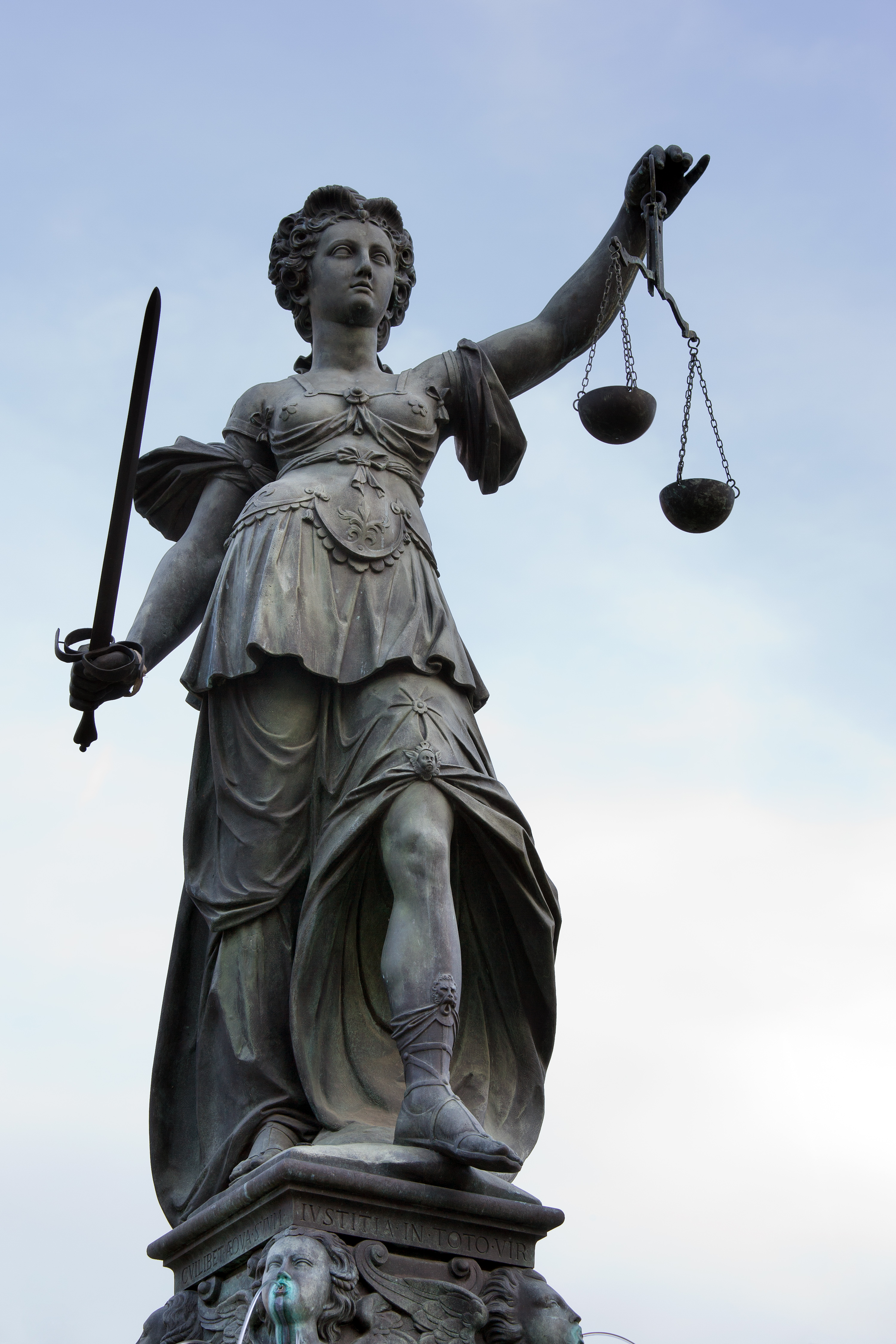
La sculpture répresentant la Justice, avril 2011

## Histoire

### Préhistoire et construction primitive
Les premiers types de fontaines urbaines étaient les simples puits, facilement réalisables à Francfort en raison de la proximité des nappes phréatiques. La première mention de l’existence de puits à Francfort date de 1259, même si leur existence est probablement bien antérieure.
La plus ancienne mention d’une fontaine (flissende borne) est due à l’historien francfortois Achilles Augustus von Lersner. Lersner rapporte, dans sa chronique du début du XVIIIe siècle, l’existence en 1453 d’un circuit de canalisations allant de la porte de Mayence à une fontaine en face de l’ancienne église Saint-Nicolas. La véracité de ce fait est néanmoins déjà réfutée en 1871 par le directeur des archives de Francfort, Georg Ludwig Kriegk. Celui-ci confirme néanmoins que cette même année 1453, le conseil municipal fit nommer une commission pour étudier l’idée de la construction de plusieurs fontaines dans la ville – projet qui ne sera finalement mené à bien qu’en 1944, en raison des coûts de construction.